# Suikerpeer
De Suikerpeer, ook wel Koningspeer of Dubbele Franse Suikerpeer, is in Nederland bekend als de Noord-Hollandse Suikerpeer en is een van de vroegst oogstbare peren.

## Kenmerken
De herkomst is niet bekend, waarschijnlijk Nederlands, voor de Tweede Wereldoorlog algemeen aangeplant in Noord-Holland voor export naar Groot-Brittannië.
De boom groeit sterk en wordt tot 10 meter hoog, is weinig gevoelig voor ziekten en een heeft een voorkeur voor kleigrond.
De boom is pas laat vruchtbaar, de eerste jaren groeit hij sterk uit met weinig vertakkingen.
De witte bloesem verschijnt in april en de oogst valt in de eerste helft van augustus.
De boom is matig zelf bestuivend, goede bestuivers zijn o.a. Kruidenierspeer, Beurré Hardy, Comtesse de Paris, Zoete Brederode en Verdi.
De suikerpeer is zeer productief, door het zware sterke hout en de steile groei breken de zwaarbeladen takken echter zelden, een volwassen boom levert in de goede jaren 300 à 400 kg peren.
De peer is vrij klein tot middelgroot, rond van vorm met korrelig vruchtvlees met een zoete smaak en weinig aroma.
De schil is glad en groen, soms met bruinige vlekken en een lichte rode waas, als de peren rijpen worden ze geel en zijn dan niet meer eetbaar.
De peer kan gegeten worden als handpeer of worden gestoofd, het vruchtvlees kleurt goed rood.
De vruchten moeten binnen enkele weken worden geconsumeerd of verwerkt, al snel wordt de vrucht melig en daarna buikziek, om die reden werd het ras na 1960 nog zelden aangeplant.
Een groot deel van de oogst belandde meestal bij de varkens.

## Oude rassen
| naam                         | Pomologia            | andere namen                                                                                      |
| ---------------------------- | -------------------- | ------------------------------------------------------------------------------------------------- |
| Vroege Suiker of Honingpeer  | Vroege Suikerey      | Petit Blanquet?. Poire de Perle?.                                                                 |
| Kortstelige Suikerpeer       | Kortstelige Suikerey | Blanquet á courte queue, Gros Blanchette, Grote Blanket, Blanchette, Musquette d'Anjou            |
| Langstelige Suikerpeer       | Langstelige Suikerey | Blanquet á longue queue, Suerin Blanc Blanke Suikerey of Suikerpeer                               |
| Grauwe Suikerpeer            | Grauwe Suikerey      |                                                                                                   |
| Herfst of Oktober Suikerpeer | Herfst Suikerey      | Groene Suikerpeer, St. Nicolaas Peer, Blanquet d'Autonme, Brederoo, Sucré verd, Groene Suikerpeer |
| Winter Suikerpeer            | Winter Suikerey      | Kleipeer                                                                                          |

- Vroege Suiker of Honingpeer. Kleine eironde peer met gladde schil iets rood, sappig zoet geurig maar korrelig vruchtvlees, rijp half juli begin augustus.
- Kortstelige Suikerpeer. Middelgrote ronde peer met korte steel, gladde gele schil met iets rood aan de zonzijde, zeer zoet, sappig vruchtvlees, rijp augustus september, wordt snel overrijp.
- Langstelige Suikerpeer. Matig grote peer met lange steel en ronde buik, gladde gele schil met iets rood aan de zonzijde, zeer zoet, sappig en geurig vruchtvlees, rijp begin augustus.
- Grauwe Suikerpeer. Matig grote peer met lange steel en ronde buik, gladde gele schil met bruine vlekken, iets rood aan de zonzijde, zeer zoet, sappig en geurig vruchtvlees, rijp augustus september.
- Herfst of Oktober Suikerpeer Matig grote peer met lange steel en ronde buik, gladde gele schil met bruine vlekken, iets rood aan de zonzijde, zoet, sappig en geurig vruchtvlees, rijp oktober november.
- Winter Suikerpeer. Matig grote ronde peer, ruwe geelgroene schil met bruine stippen en vlekken, oogst januari - februari.

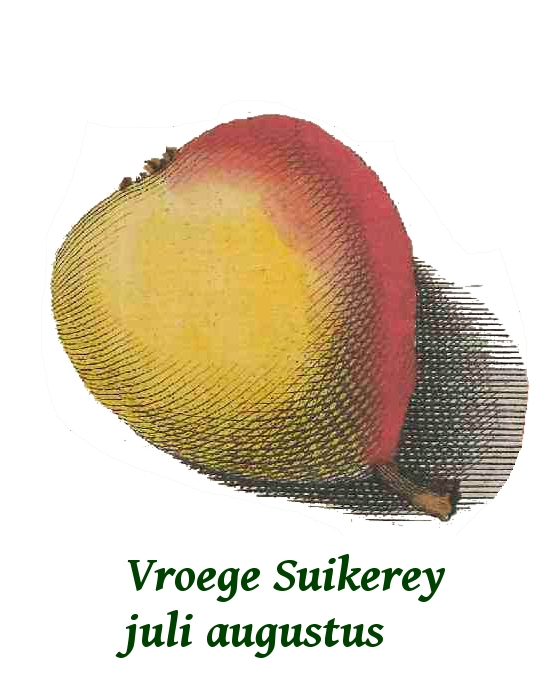
Vroege Suikerpeer
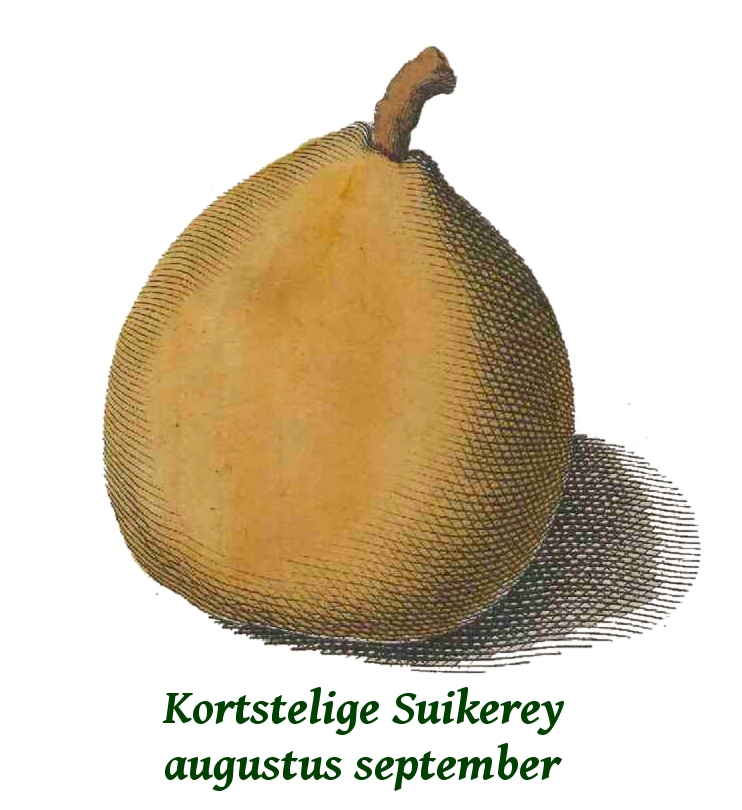
Kortstelige Suikerpeer
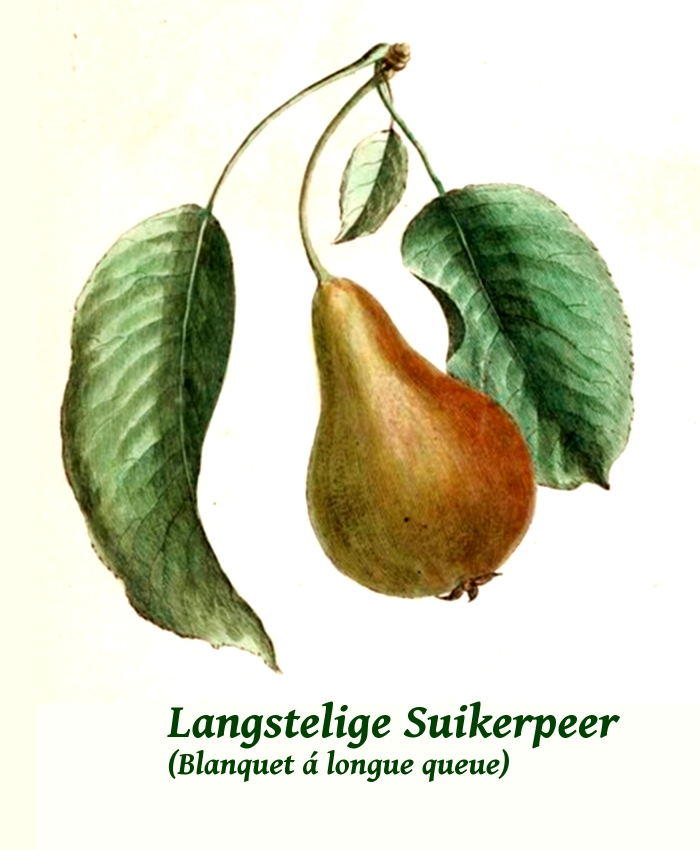
Langstelige Suikerpeer
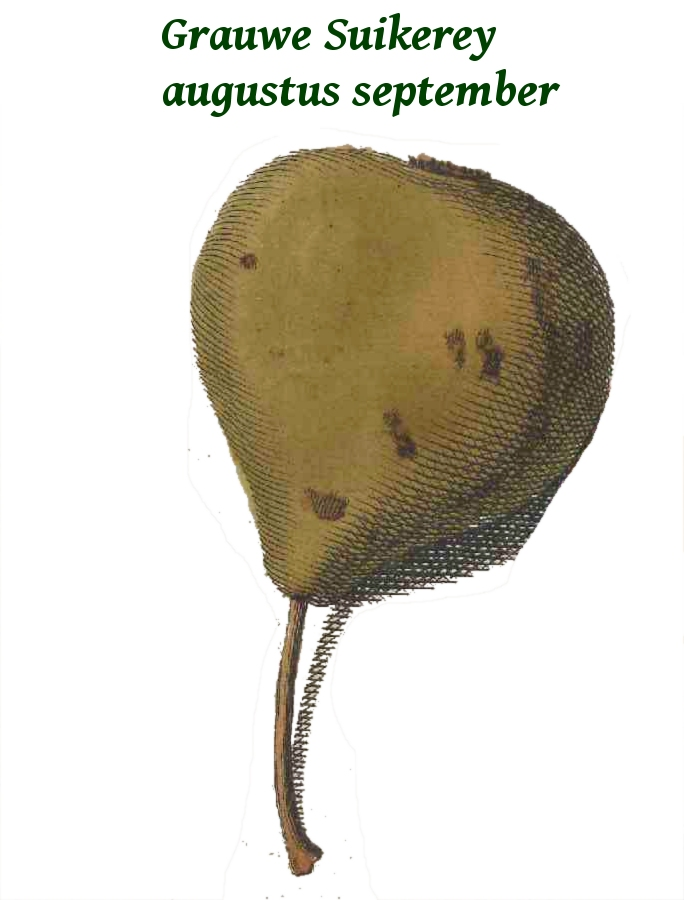
Grauwe Suikerpeer
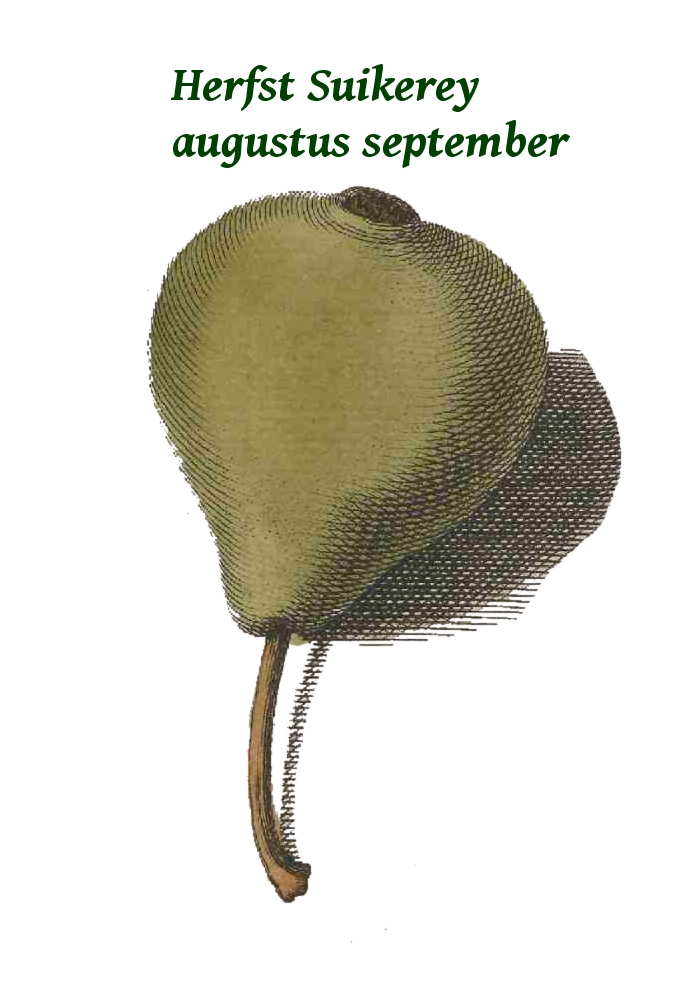
Herfst Suikerpeer
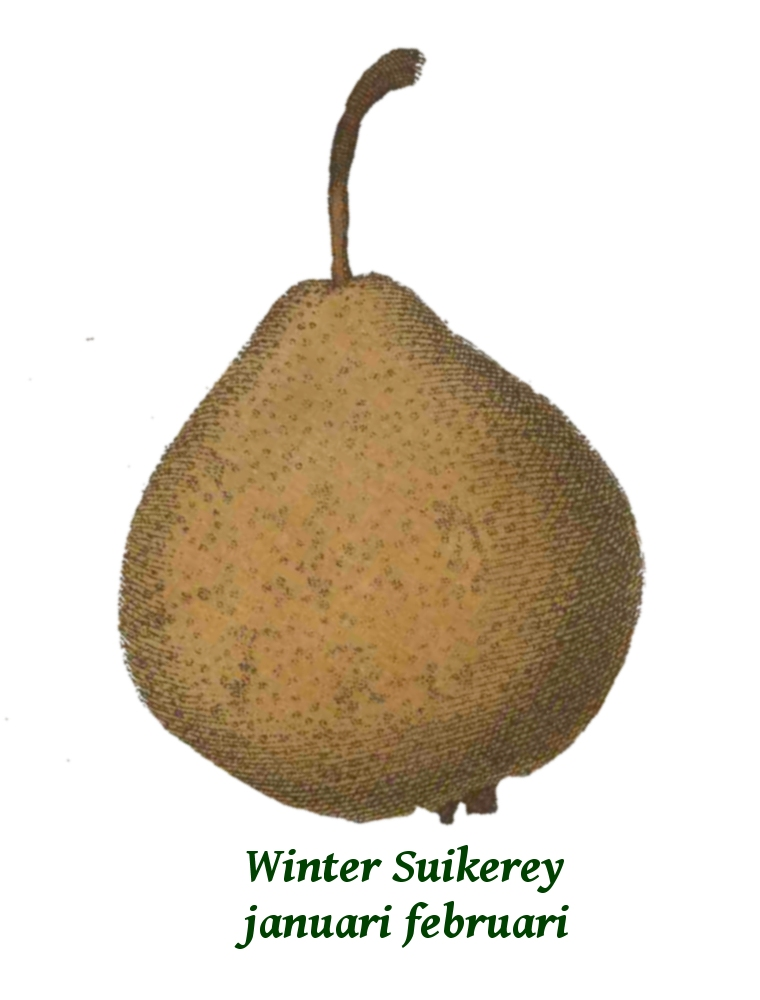
Winter Suikerpeer

Lijst van perenrassen
(Doorverwezen vanaf Perenrassen)

## Trivia
In de eerste 20 jaren na de oorlog trokken kinderen vaak langs de deuren om de peren voor 25 cent per emmer te verkopen, het merendeel van deze peren werd gestoofd en ingemaakt om gebruikt te worden tot de reguliere stoofperen werden geoogst.